# Veľké Lovce
Veľké Lovce est une commune du district de Nové Zámky, dans la région de Nitra, en Slovaquie.

## Histoire
La première mention écrite du village date de 1247.

## Démographie

### Évolution de la population
| Année:               | 1994. | 2004.   | 2014.   | 2024.   |
| -------------------- | ----- | ------- | ------- | ------- |
| Nombre de personnes: | 2113  | 2079    | 1918    | 1746    |
| Différence:          |       | -1,60 % | -7,74 % | -8,96 % |

| Année:               | 2023. | 2024.   |
| -------------------- | ----- | ------- |
| Nombre de personnes: | 1737  | 1746    |
| Différence:          |       | +0,51 % |